# 詹克·利費摩亞
詹克·利費摩亞（英語：Jake Cyril Livermore，1989年11月14日—）是一名英格蘭職業足球員，司職中場，現效力英冠球會沃特福德。

## 球會生涯

### 熱刺
利費摩亞出生於倫敦恩菲爾德區，其足球生涯從2006年加入家鄉球會熱刺的青訓系統開始，當時16歲的他為球會的十八歲以下青年隊出賽了39場並取得9個入球，另外又在預備組聯賽登場過13次。2007年7月之季前備戰階段，利費摩亞首次代表熱刺一隊上陣，雖然那只是對第五級球隊史提芬納治的一場熱身賽。

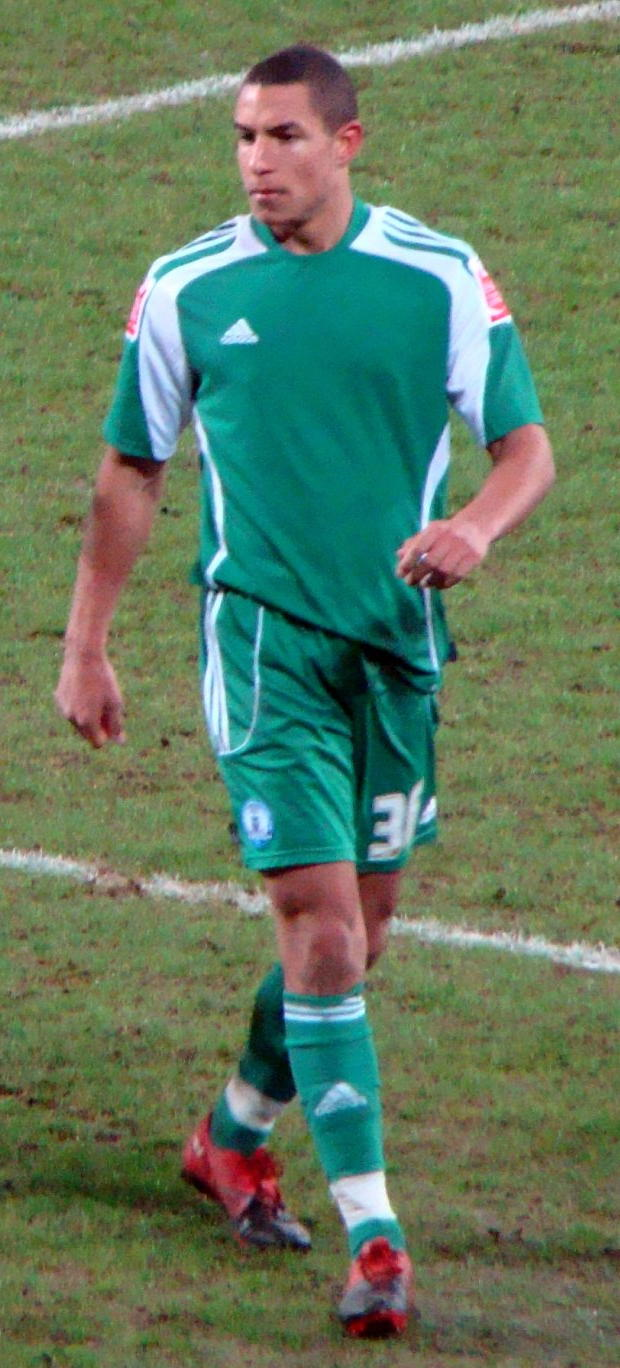
利費摩亞在2010年為彼德堡在英冠聯賽上陣

2008年2月29日，利費摩亞被短期外借到米爾頓凱恩斯隊一個月汲取經驗。同年7月11日被租借到英甲的克魯，本來預計留在該隊六個月，不過由於在一場對非聯賽級別球隊域斯咸的友誼賽中腓骨骨折，須要立即回到熱刺球會接受深入治療，並因此養傷了一段不短的日子。
雖然缺陣了相當時間，熱刺會方仍然決定於2009年7月24日與他續簽為期兩年的新合約。同日，利費摩亞在溫布萊杯比賽上首度為熱刺入球建功，射破對手西甲班霸巴塞隆拿的大門。當賽後接受採訪，被記者提問「在世界最強球隊身上取得入球有何感覺？」的時候，利費摩亞答覆說自己並非射破地上最好的球隊，而是正在為地上最好的隊伍效力。此一回應使他開始備受不少熱刺球迷歡迎。
2009年8月10日，利費摩亞復被借用到英冠球會打比郡僅一個月，其間在3-2擊敗諾定咸森林一仗中取得自己首個正式聯賽入球。2010年1月冬季轉會窗時，他再被借出到另一間英冠球會彼德堡，並馬上在1月23日客場面對錫周三的聯賽中射門建功。本來是次他的借用期是直至2009/10賽季季尾的，但由於母會熱刺的中場線自從季中以後受到密集的傷患困擾，艾朗·連儂長期傷出，另外赫度史東、賓特利、贊拿斯等人也同時因不同程度的傷勢缺陣，所以2010年3月2日利費摩亞在租借期間被熱刺方面召回待命。2010年3月20日，利費摩亞經過累積多次外借經驗之後，終於在對史篤城的英超比賽上首度為熱刺在聯賽中披甲上陣。
2010年9月23日，熱刺在英格蘭聯賽盃早早出局後同意將利費摩亞外借到英冠球會葉士域治直至翌年1月，期間一共上陣12場。2010/11球季的下半階段，英冠之中爭奪升班資格的戰況變得白熱化，在聯賽尚餘八輪的情況下，列斯聯在3月24日提出借用利費摩亞，希望能提高衝擊英超席位的競爭力。4月2日，利費摩亞在和諾定咸森林比賽的第76分鐘後備登場，並為麥斯·格拉度的入球送上助攻，列斯聯最終以4-1大勝對手。
2011/12球季季前，由於熱刺核心人物盧卡·莫迪歷醞釀轉會，威尔森·帕拉西奥斯、杰米·奥哈拉和贊拿斯等中場中路球員分別離隊，而辛度亦處於養傷的環境下，利費摩亞開始得到領隊哈利·列納的青睞。2011年8月22日季內首場英超面對曼聯的大戰上，利費摩亞獲得了正選上陣機會，而隨後和曼城及狼隊的聯賽他都有份後備出場。另外在歐霸盃方面，由於哈利·列納早已表明會起用眾多年青球員參賽，因此利費摩亞也受到重用，2011年8月11日他更在5-0擊倒蘇超球隊赫斯的比賽中貢獻了自己在熱刺一隊的首個入球。2011年12月9日利費摩亞與熱刺續約至2016年。

### 赫爾城
2013/14球季季初，利費摩亞与队友汤姆-赫德尔斯通一起被租借到赫尔城队一个赛季。赫尔城队进入了2014年足总杯决赛，利弗莫尔在比赛中首发出场，结果经过加时赛后，赫尔城在温布利大球场以 2-3 的比分不敵阿森纳。赛季末，他正式加盟赫尔城。

## 榮譽
熱刺
- 巴克莱英超亚洲杯：2009年；

## 外部連結
- 個人介紹於 熱刺官方網頁（页面存档备份，存于）
- 足球数据库：詹克·利費摩亞的球员统计数据